# Jardel (football, 1986)
Pour les articles homonymes, voir Jardel.
Jardel Nivaldo Vieira, plus communément appelé Jardel, est un joueur de football brésilien né le 29 mars 1986 à Florianópolis. Il évolue au poste de défenseur central.

## Biographie
Avec le Benfica Lisbonne, il dispute les quarts de finale de la Ligue des champions en 2012 puis en 2016. En 2012, le Benfica s'incline face au club londonien de Chelsea. En 2016, le Benfica est battu par le club allemand du Bayern Munich.
Avec le Benfica, il dispute également les demi-finales de la Ligue Europa en 2011. Malgré un but inscrit lors du match aller face au Sporting Braga, le Benfica na parvient pas à sa qualifier pour la finale. Par la suite, en 2013, il atteint la finale de cette compétition, en s'inclinant face au club anglais du Chelsea FC. Lors de cette saison, Jardel inscrit un but sur la pelouse des Girondins de Bordeaux en huitièmes de finale.
Le 20 mai 2016, il inscrit un but lors de la finale de la Coupe de la Ligue. Le Benfica s'impose largement face au CS Marítimo, sur le score de 2-6.
Entre 2010 et 2019, il dispute plus de 160 matchs en première division portugaise.

## Palmarès

### En club
Avec l'EC Vitória :
- Champion de Bahia en 2005

Avec Santos :
- Champion de São Paulo en 2006

Avec Benfica :
- Finaliste de la Ligue Europa en 2013
- Championnat du Portugal en 2014, 2015, 2016, 2017 et 2019
- Vice-champion du Portugal en 2018
- Vainqueur de la Coupe de la Ligue portugaise en 2011, 2012, 2015 et 2016
- Vainqueur de la Supercoupe du Portugal en 2014 et 2017
- Finaliste de la Supercoupe du Portugal en 2015